# Japan Skeptics
Japan Skeptics je první skeptickou organizací v Japonsku, která byla stejně jako CSICOP založena s cílem poskytnout fórum pro kritické a vědecké zkoumání paranormálních jevů. Základním principem Japan Skeptics je rozvíjet kritické myšlení, které umožňuje opustit pověry a řešit věci racionálně.

## Organizace

### Historie
V japonských televizních pořadech kolem roku 1990 byly denně vysílány pořady o parapsychických schopnostech. Zatímco mnoho vědců o takovou situaci nejevilo žádný zájem, Jošihiko Otsuki, fyzik, profesor na Waseda University, aktivně tyto pořady kritizoval.

Jun Jugaku, astronom a profesor na Univerzitě Tókai v Tokiu v 90. letech 20. století přišel s myšlenkou založit skeptickou organizaci poté, co začal odebírat Skeptical Inquirer. Šoičiro Takahaši byl k obdobnému kroku vyzván při svých studiích v USA. Otsuki, Takahaši, Yutaka Kubota (reportér Asahi Shimbun), a Teruaki Kuwahara založili organizaci Japan Skeptics 6. dubna 1991. Jejím prvním předsedou organizace se v dubnu 1991 stal Jun Jugaku, místopředsedou Yošihiko Otsuki.

Brzy po založení organizace čítala členská základna více než 200 lidí. K roku 1993 byl počet členů asi 250, kolem roku 1999 to bylo asi 200 a k roku 2007 asi 140.

### Představenstvo
Pro období od 1. dubna 2014 do 31. března 2016 byl na valné hromadě zvolen 12. výbor následovně:
- Takuya Matsuda, předseda
- Šoičiro Takahaši, místopředseda

### Řídící výbor
- Natsumi Abeová
- Jošihiko Otsuki
- Toru Kouči
- Satoru Kikuči
- Seiiči Sakamoto
- Mikio Sato
- Kuniko Takahašiová
- Katsuo Tanaka
- Masahiro Nagašima
- Nathan Hamrich

Členové výboru pro audit
- Kazunari Šibata
- Atsuši Hiraoka

## Aktivity

### Výroční schůze
Každé jaro se koná výroční schůze, na níž členové i hosté přednášejí a diskutují. Od počátku 21. století, motivy byly inteligentní plán ,kontroverze ohledně globálního oteplování, nebo pseudověda o vodě.
| Výroční schůze | Rok  | Téma | Přednášející                     |
| -------------- | ---- | --- | -------------------------------- |
| 1              | 1992 | Skutečné poznání pochází ze skepticismu Věda o parapsychologii | Hyakudai Sakamoto                |
| 2              | 1993 | Kosmologie a mimozemská inteligence | Ikuro Anzai                      |
| 3              | 1994 | Mozek a realita | Šinya Obi                        |
| 4              | 1995 | Mluvte o ESP | Otoj Mijagi                      |
| 5              | 1996 | Realita UFO po probuzení ze snu Zkušenost s únosy do UFO z pohledu psychiatra | Philip J. Class Mareaki Nakamura |
| 6              | 1997 | Buddhismus a pohled na duši | Hidenobu Hino                    |
| 8              | 1999 | „Fenomén Nostradamus“ na konci století | Satoru Kikuči                    |
| 9              | 2000 | Podstata a problémy kultů v Japonsku | Šóko Egawa                       |
| 10             | 2001 | „2001: Vesmírná odysea“ | Jasunori Matogawa                |
| 11             | 2002 | Co je míněno „fabrikací ruin“ | Keniči Sasaki                    |
| 12             | 2003 | Voda, která je propagována jako zdraví prospěšná | Juko Amó                         |
| 13             | 2004 | Proč dělají zvířata před zemětřesením takový hluk? | Motoi Ikeja                      |
| 16             | 2007 | Lži a pravda v otázkách životního prostředí | Itaru Jasui                      |
| 17             | 2008 | Zdravotní mýty vytvářené médii | Toru Kouči                       |
| 20             | 2012 | Co způsobilo havárii jaderné elektrárny ve Fukušimě - s odkazem na vědeckou gramotnost | Ikuro Anzai                      |
| 21             | 2013 | Věda a štěstí | Fumitaka Sato                    |
| 22             | 2014 | Pravda o globálním oteplování | Tadashi Watanabe                 |
| 23             | 2015 | Originalita a etika výzkumu: Prevence recidivy na základě „akademických schopností“ | Takuja Matsuda                   |
| 25             | 2017 | Bezprostřední omezení umělé inteligence a vyhlídky na jejich překonání – z pohledu psychologie a biologie Posouzení vědecké povahy toho, co je považováno za pseudovědu - se zaměřením na parapsychologii | Masato Išikawa                   |

### Journal of the Japan Skeptics
Japan Skeptics od listopadu 1992 vydává minimálně jednou ročně časopis Journal of the Japan Skeptics, který vychází o různém počtu stran (několik desítek) a přináší zprávy z chodu organizace, eseje a překlady článků na skeptická témata, recenze knih, zprávy o studiích, nebo přednášky na pokračování.

V minulosti také vycházel bulletin Japan Skeptics newsletter, který fungoval jako soubor zpráv z jednání (1991-2007, celkem 62 čísel), nyní vychází již jen jako součást Journal of the Japan Skeptics.

### Přednášky a vzdělávací aktivity
Kromě valného shromáždění se někdy konají i oddělené přednášky. První veřejná přednáška se konala 18. prosince 1993 v Nihonbaši Public Hall.. Přednášejícími byli Yošihiko Otsuki a Ikuro Anzai, který se později stal druhým předsedou organizace. Prvním tématem byla „Věda a pseudověda o paranormálních jevech“" a druhým „Sociální historie paranormálních jevů“.
Ikuro Anzai ještě předtím, než se stal předsedou, pořádal veřejné přednášky na univerzitách, na nichž předváděl kouzelnické triky. Poté, co se stal předsedou organizace, pořádal podobné kurzy pro středoškolské učitele, kteří byli členy Japan Skeptics. Tyto kurzy měly také pomoci učitelům základních a středních škol pochopit, jak jednat s žáky, kteří věří v nadpřirozeno. Mezi Anzaiovy knihy patří „Je to opravdu věda?“ (これってホントに科学?) a „Opravdu tam je?“ (ホントにあるの? ホントにいるの?)
Minulí prezidenti se také vyjadřovali ke zprávám, které se týkaly podezření z pseudovědy, jako byl případ zubaře, který (v rozporu se zákonem o lékařích) používal fotonové pásy, a k parapsychologickým pořadům v televizi.

### Granty
Organizace poskytuje granty na výzkum paranormálních jevů (např. výzkum čchi-kungu a testování vodních produktů, o nichž se tvrdí, že jsou zdraví prospěšné).

## Kritika
Roku 1997 Ryutaro Minakami srovnával Japan Skeptics a CSICOP a prohlásil, že „rozsah společenských aktivit a způsob, jakým organizace zaujímá postoj ke skepticismu, vůbec neodpovídá západním standardům.“ Vědecký komentátor Kazuo Šimizu navíc krátce poté, co se prezidentem stal Ikuro Anzai (1997), poukázal na to, že „vysoký členský poplatek za aktivity je nevýhodou“, a vyjádřil naději, že se to za nového předsedy zlepší.